# Świątynia Eskulapa na Wyspie Tyberyjskiej
Świątynia Eskulapa na Wyspie Tyberyjskiej w Rzymie (łac. Aedes Aesculapii in Insula, dosłownie: Dom Eskulapa na wyspie) – dawne sanktuarium boga Eskulapa na Wyspie Tyberyjskiej.

## Historia

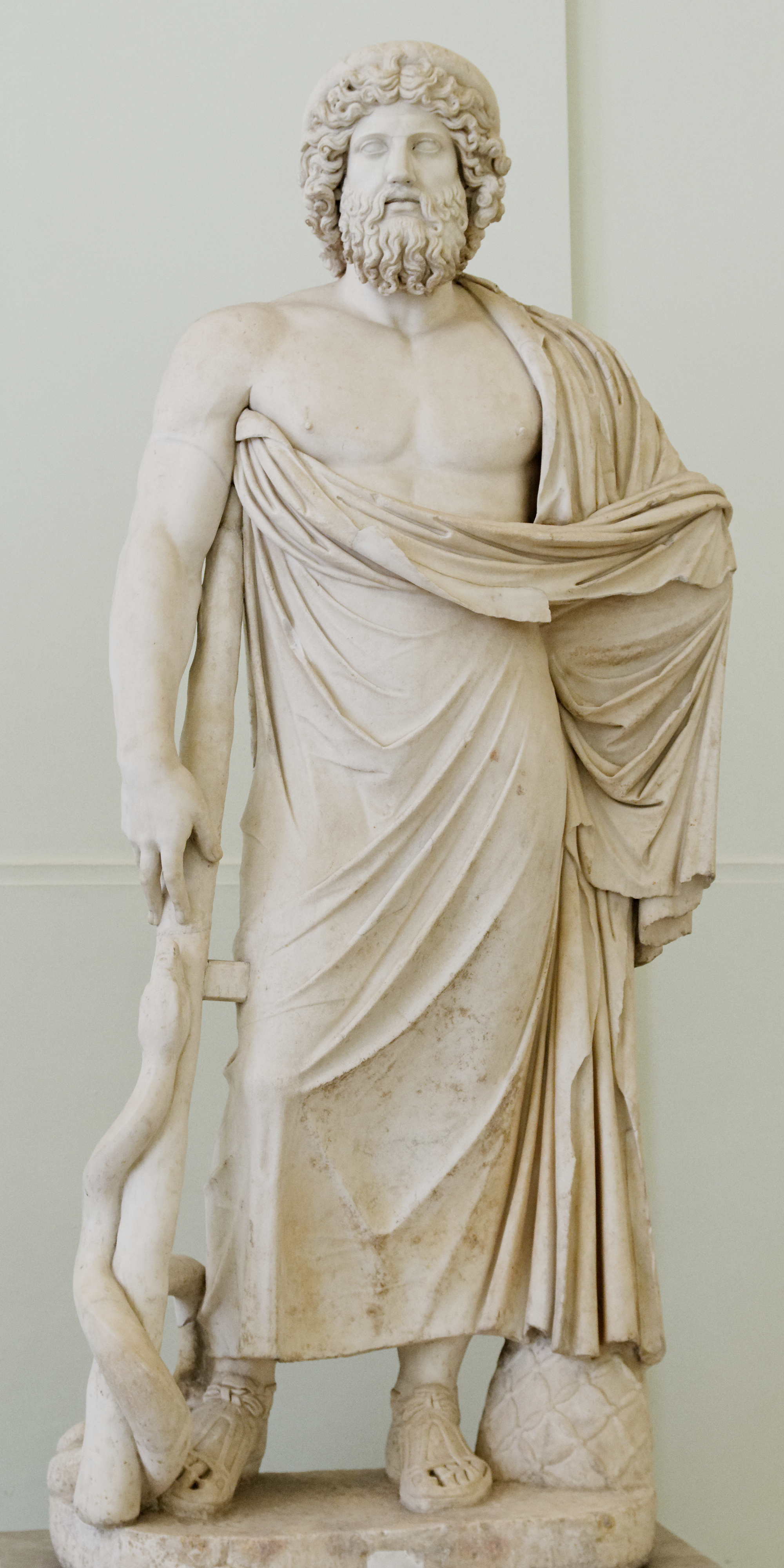
Domniemany posąg Eskulapa ze świątyni rzymskiej (Kolekcja Farnese w Narodowym Muzeum Archeologicznym w Neapolu)

Świątynia, otwarta 1 stycznia 289 p.n.e., była poświęcona bogu medycyny i uzdrowień Eskulapowi (utożsamianemu z greckim bóstwem Asklepiosem). Według legendy przyczyną zbudowania świątyni była epidemia dżumy w Rzymie na początku III wieku p.n.e. Aby opanować zarazę, Senat postanowił wprowadzić w stolicy kult greckiego boga Asklepiosa. W Księgach sybillińskich znaleziono przyzwolenie na tę decyzję. Do Epidauros w Grecji udała się delegacja dygnitarzy rzymskich w celu sprowadzenia stamtąd posągu boga. Tam, podczas rytuałów w świątyni Asklepiosa, wielki święty wąż (jeden z atrybutów tego boga), wypełznął z sanktuarium i ukrył się na rzymskim statku. Rzymianie uznali to za oznakę przychylności boga. Gdy statek dotarł do Rzymu, święty wąż opuścił statek i skrył się na Wyspie Tyberyjskiej, wskazując w ten sposób lokalizację przyszłej świątyni. Budowę sanktuarium rozpoczęto w 293 p.n.e., a 3 lata później zakończono, co zbiegło się z ustaniem epidemii (uznanym za dowód łaski boga).
Wyspę Tyberyjską przebudowano w taki sposób, aby przypominała rzymski statek triremę, który przywiózł świętego węża. Pośrodku wyspy umieszczono obelisk, przypominający maszt, a brzegi wyspy obmurowano blokami trawertynu, nadając im wygląd okrętowego dziobu i rufy. Wnętrze świątyni zdobiły freski. Oprócz niej wzniesiono kilka innych budynków, m.in. pomieszczenia dla chorych i pielgrzymów, przybywających licznie do  rzymskiego asklepiejonu z prośbami o uzdrowienie. Historyk podaje, że cesarz Klaudiusz wydał rozporządzenie nadające wolność każdemu niewolnikowi, który został tam uzdrowiony.
Świątynia została zniszczona w średniowieczu, jej ruiny wykorzystano następnie jako źródło materiałów budowlanych. W 1000 r. n.e. cesarz Otton III kazał zbudować na jej pozostałościach bazylikę św. Bartłomieja. Obok, w roku 1585 wzniesiono Szpital Fatebenefratelli (Ospedale San Giovanni Calibita Fatebenefratelli).
Do dziś z dawnej świątyni pozostało niewiele: studnia w pobliżu ołtarza bazyliki (prawdopodobnie czerpano z niej wodę dla starożytnego sanktuarium), kolumny w nawie bazyliki, część obmurowań brzegów wyspy i kilka fragmentów obelisku. Odnaleziono także wiele inskrypcji i figurek wotywnych.